# Gymnospermium kiangnanensis
Gymnospermium kiangnanensis är en berberisväxtart som först beskrevs av Chiu, och fick sitt nu gällande namn av H. Loconte. Gymnospermium kiangnanensis ingår i släktet Gymnospermium och familjen berberisväxter. Inga underarter finns listade i Catalogue of Life.